# دوري غواتيمالا لكرة القدم 2014–15
دوري غواتيمالا لكرة القدم 2014–15 (بالإسبانية: Torneo Apertura 2014)‏ هو موسم من دوري غواتيمالا لكرة القدم. أشرف على تنظيمه اتحاد غواتيمالا لكرة القدم، وكان عدد الأندية المشاركة فيه 12، وفاز فيه نادي كوميونيكيشنس.